# Préfecture d'Iwate
Iwate (岩手県, Iwate-ken) est une préfecture du Japon située dans le nord-est du pays.

## Histoire

### Origines
Durant la période Jōmon (env. 8000-200 av. J.-C.), la province de Mutsu (dont fait partie l’actuelle préfecture d’Iwate) était occupée par les Emishi. Leurs origines sont incertaines : certaines hypothèses les rattachant directement aux Aïnous, d’autres à un métissage entre Aïnous et Wa-Yamato, les ancêtres des Japonais.
Pendant la période Kofun  et au delà, leur région était indépendante du pouvoir central et ils furent probablement organisés en confédération de tribus ou de clans réunis autour d’un monarque. Les Emishi vécurent de la chasse, de la pêche, de la culture du riz et de céréales. Ils élevèrent des chevaux, extrayèrent de l’or, fondirent le fer et firent le commerce de marchandises venant de l’étranger.

### Rattachement du Mutsu
Au VIIIe siècle, les autorités de Nara entreprirent la conquête du Nord du Japon. Ils construisirent des forts et y installèrent des garnisons, face aux attaques de guérillas des Emishi. Ils bâtirent aussi des temples bouddhistes et convertirent un certain nombre d’Emishi, qui collaborèrent alors avec le pouvoir central. Les chefs Emishi finirent par négocier avec les occupants et furent chargés de l’administration des districts d’Emishi (Isawa, Waga, Esashi, Hienui, Shiwa, Iwate).
La guerre s’acheva finalement en 801 lorsque Sakanoue no Tamuramaro, avec le titre de Sei-i-tai-shōgun (« généralissime contre les barbares »), fut envoyé pour réprimer les dernières révoltes des Emishi.
Il fit construire en 802 le château d’Isawa dans l’ancienne cité de Mizusawa (préfecture d'Iwate), à la confluence du fleuve Kitakami et de la rivière Isawa. En 803, le fort Shiwa fut à son tour édifié dans l’actuelle ville de Morioka afin de maintenir la paix dans la région.

### Apogée et déclin des Ōshū Fujiwara
Au Xe siècle, la famille Abe (une famille Emishi) devint administratrice des districts d’Emishi. Elle fut remplacée par son vassal, la famille Kiyahara, après la guerre de Zenkunen (1051-1062). À la suite de la guerre de Gosannen (1083-1087), qui opposa Kyahara no Iehira à son demi-frère Fujiwara no Kiyohira (descendant de la branche Hidesato des Fujiwara), ce dernier partit s’installer à Hiraizumi (Iwate-ken), ville fondée par son père Fujiwara no Tsunekiyo. Il y construisit un fortin et la ville se forma tout autour. De cette capitale, sa descendance, les Ōshū Fujiwara, dirigea les provinces du Dewa et du Mutsu jusqu’au XIIIe siècle. Grâce aux mines d’or de la région, les Ōshū Fujiwara érigèrent le temple Chūson-ji en 1124. La ville elle-même put rivaliser avec Heian-kyō (Kyoto) par sa beauté et sa prospérité.
Fujiwara no Hidehira, le petit-fils de Kyohira, fut nommé général en 1170 et accrut son pouvoir militaire, avant d’être officiellement proclamé gouverneur du Mutsu, une première pour un guerrier local. En 1185, lorsque Minamoto no Yoshitsune fut chassé par son frère Minamoto no Yoritomo, il se réfugia chez Hidehira, qui lui laissa par testament la place de gouverneur à sa mort deux ans plus tard . Mais son fils Fujiwara no Yasuhira refusa de se voir évincer et le trahit, ce qui força Yoshitsune à s’enfuir. Yoritomo envahit tout de même les domaines des Ōshū, prit et incendia Hiraizumi. Yasuhira, ayant pris la fuite, fut assassiné par son vassal Kawada Jiro, éteignant la lignée des Ōshū Fujiwara.

### Fondation de Morioka
En 1597, le 26e seigneur Nambu, Nobunao commence la construction du château de Morioka au bord du fleuve Kitakami. Il est fait du granit produit dans la région et sera achevé en 1633.
Une « ville-château » (jōkamachi) se développe autour, théâtre d’un commerce et d’un artisanat florissants. La famille Nambu conserva le pouvoir jusqu’à l’ère Meiji en 1868.

### De Meiji à nos jours
Le fief des Nambu devint la préfecture de Morioka en 1871, puis préfecture d'Iwate l’année suivante. En 1889, Morioka devint la capitale de la préfecture et en 1890, furent installées des lignes de chemin de fer, puis les lignes de Shinkansen en 1982.

## Géographie
La préfecture d'Iwate est entourée des préfectures d'Aomori, Akita et Miyagi. Elle est bordée par l'océan Pacifique à l'est.

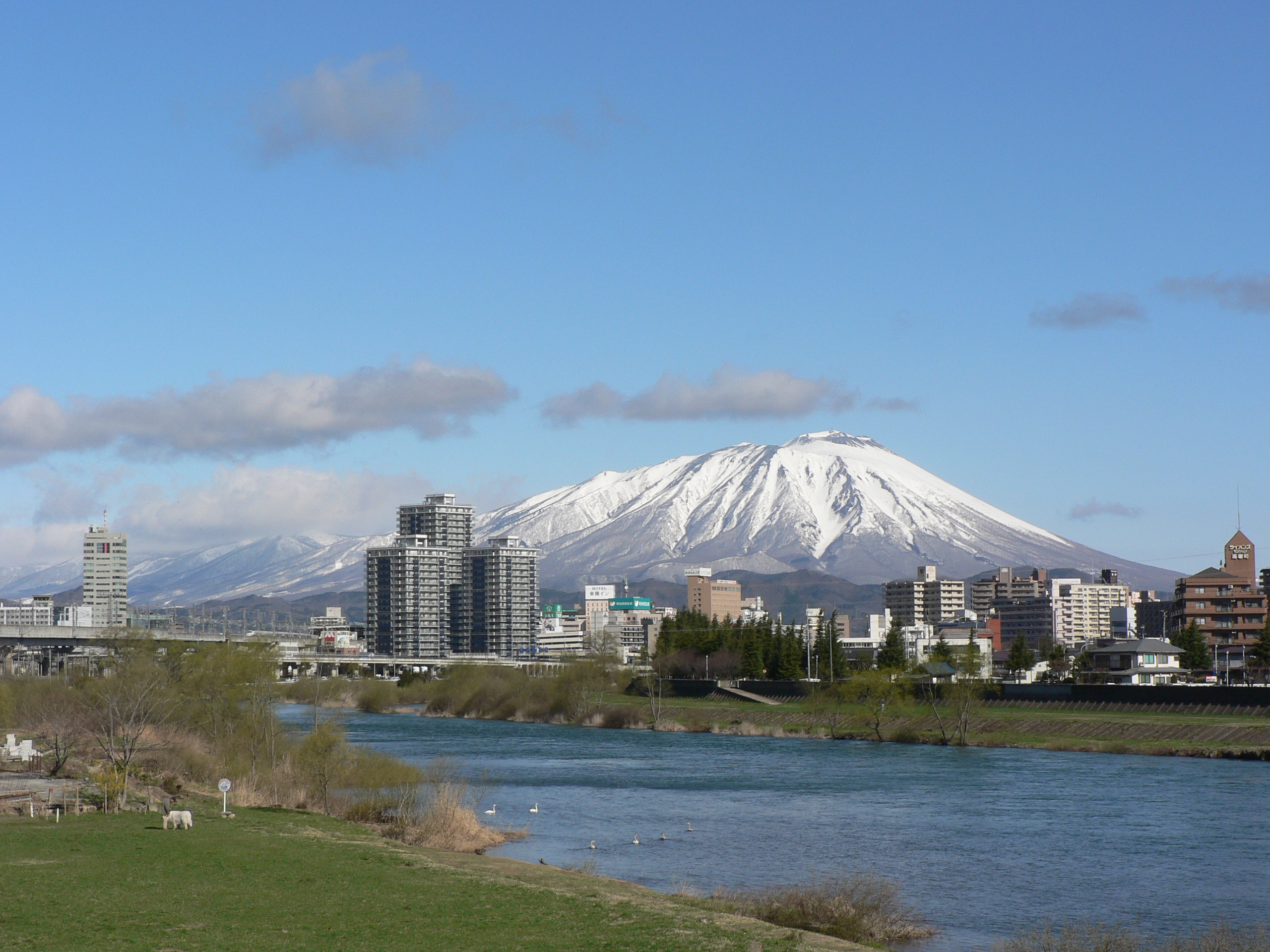
La ville de Morioka avec le mont Iwate en arrière-plan.
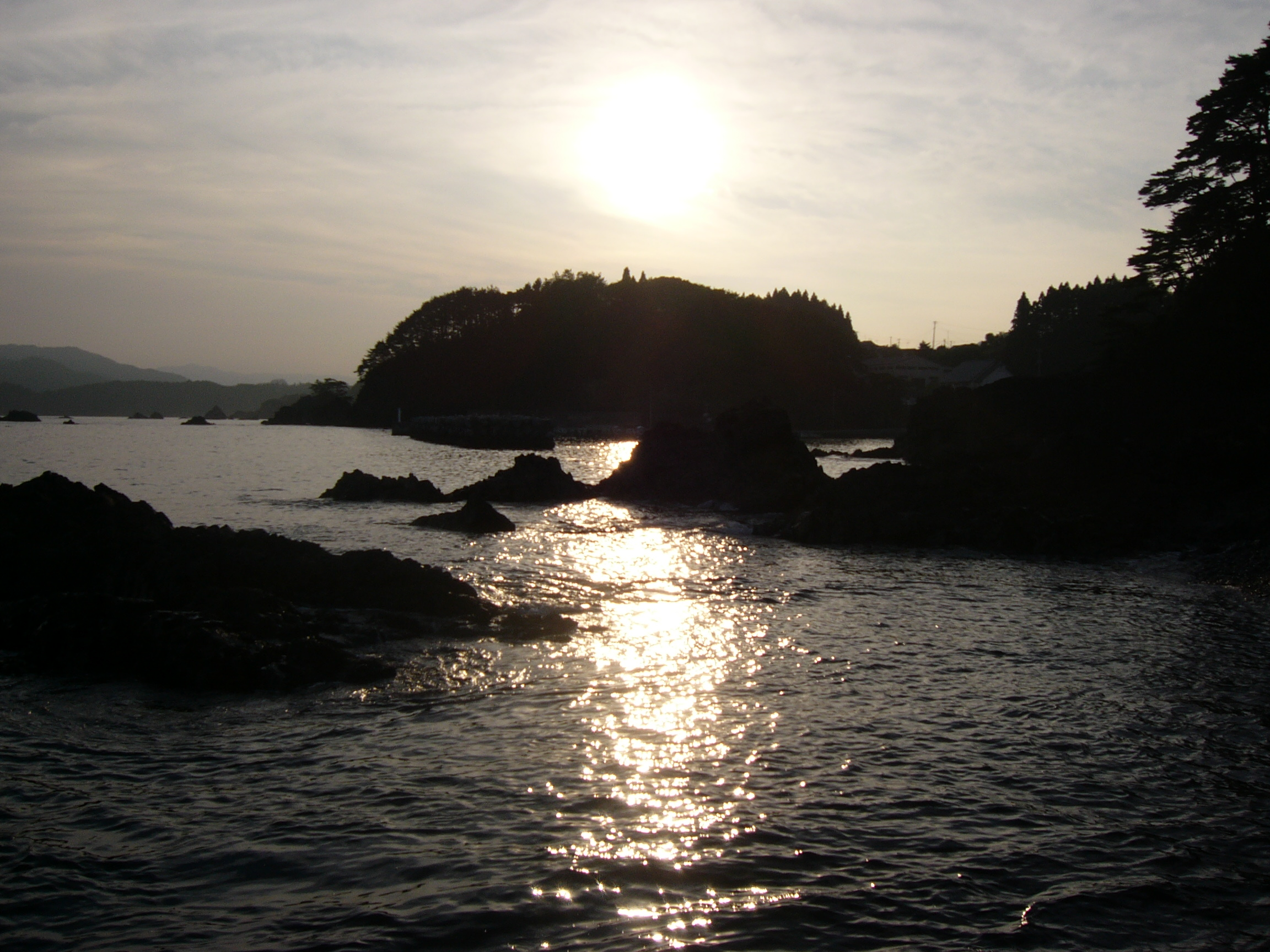
Le Goishi-kaigan au sud de la préfecture.
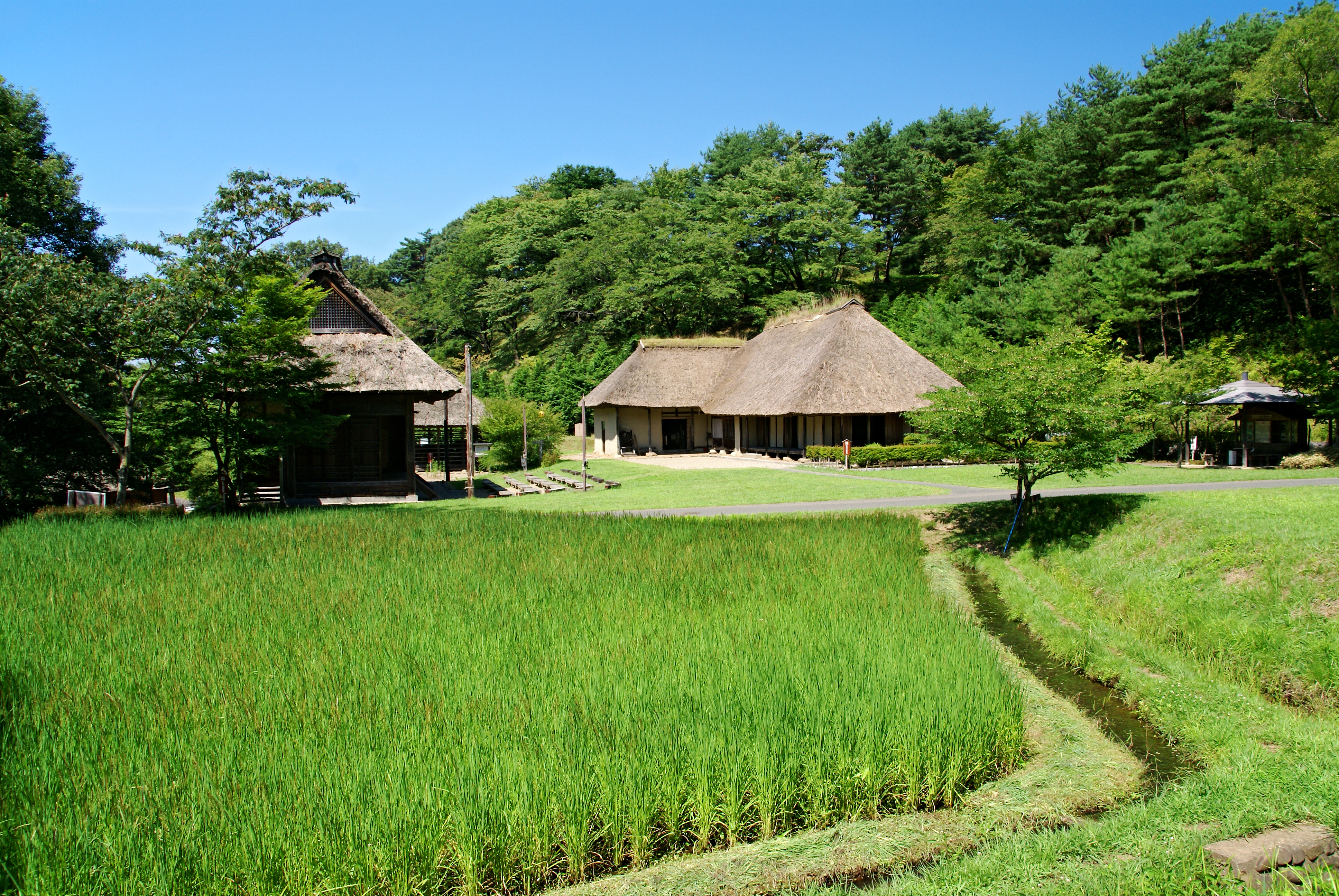
Le village de Michinoku Folk Village à Kitakami.

### Villes
Liste des quatorze villes de la préfecture :
| - Hachimantai - Hanamaki - Ichinoseki - Kamaishi - Kitakami - Kuji - Miyako | - Morioka (capitale) - Ninohe - Ōfunato - Ōshū - Rikuzentakata - Takizawa - Tōno |

### Districts, bourgs et villages
Liste des dix districts de la préfecture qui comprennent quinze bourgs et quatre villages :
| - District d'Isawa Kanegasaki - District d'Iwate Iwate Kuzumaki Shizukuishi - District de Kamihei Ōtsuchi - District de Kesen Sumita | - District de Kunohe Karumai Kunohe (village) Noda (village) Hirono - District de Ninohe Ichinohe - District de Nishiiwai Hiraizumi | - District de Shimohei Fudai (village) Iwaizumi Tanohata (village) Yamada - District de Shiwa Shiwa Yahaba - District de Waga Nishiwaga |

## Économie
La préfecture d'Iwate s'est spécialisée dans la fabrication de composants électroniques, que ce soit des semi-conducteurs ou bien des condensateurs. Toshiba, Fujitsu et Nichicon y ont installé des usines.
Cette industrie fut victime du séisme de 2011 de la côte Pacifique du Tōhoku, qui priva de courant de nombreuses usines, dont celle de Toshiba.
70 % de toute la laque japonaise est produite dans l'ancien bourg de Jōbōji situé dans le district de Ninohe.

## Culture

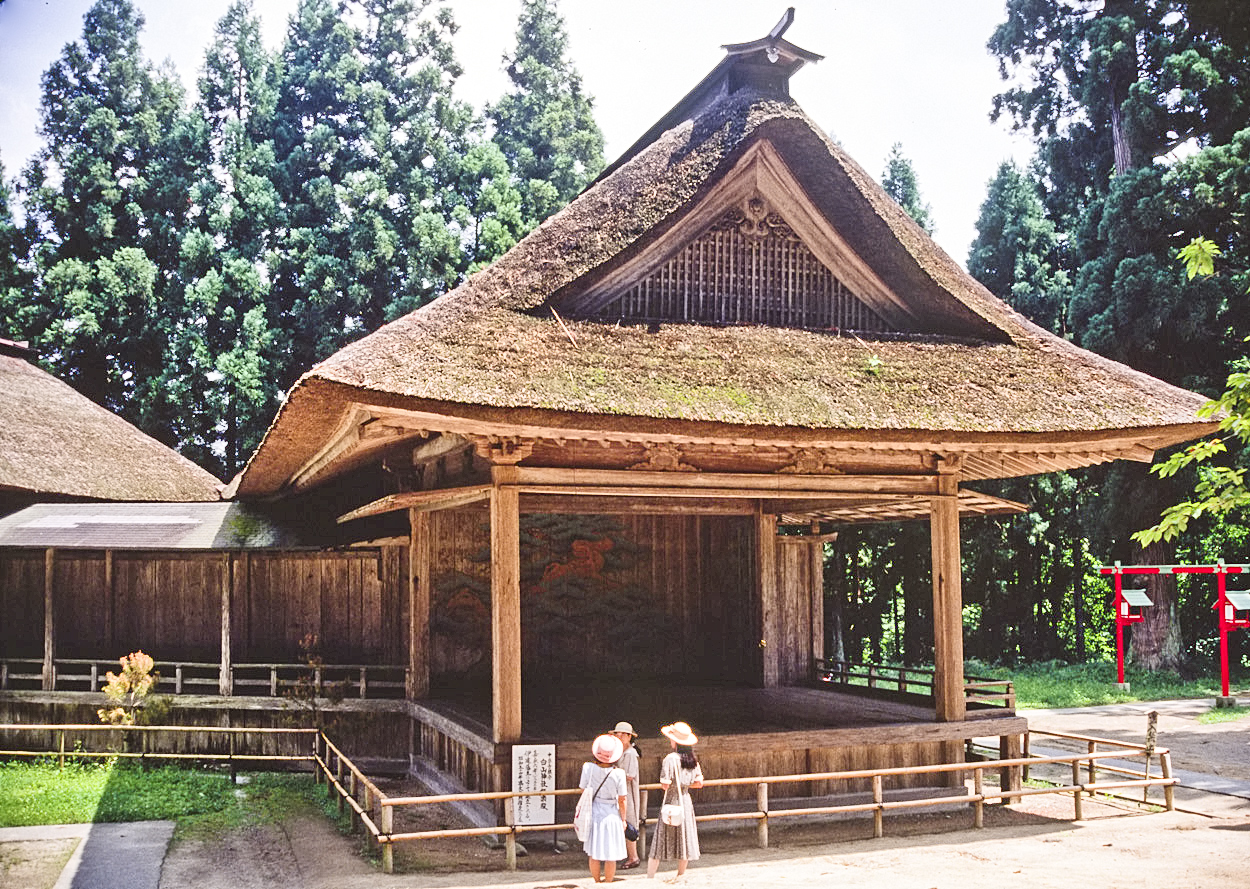
Le Chūson-ji,  temple bouddhiste.
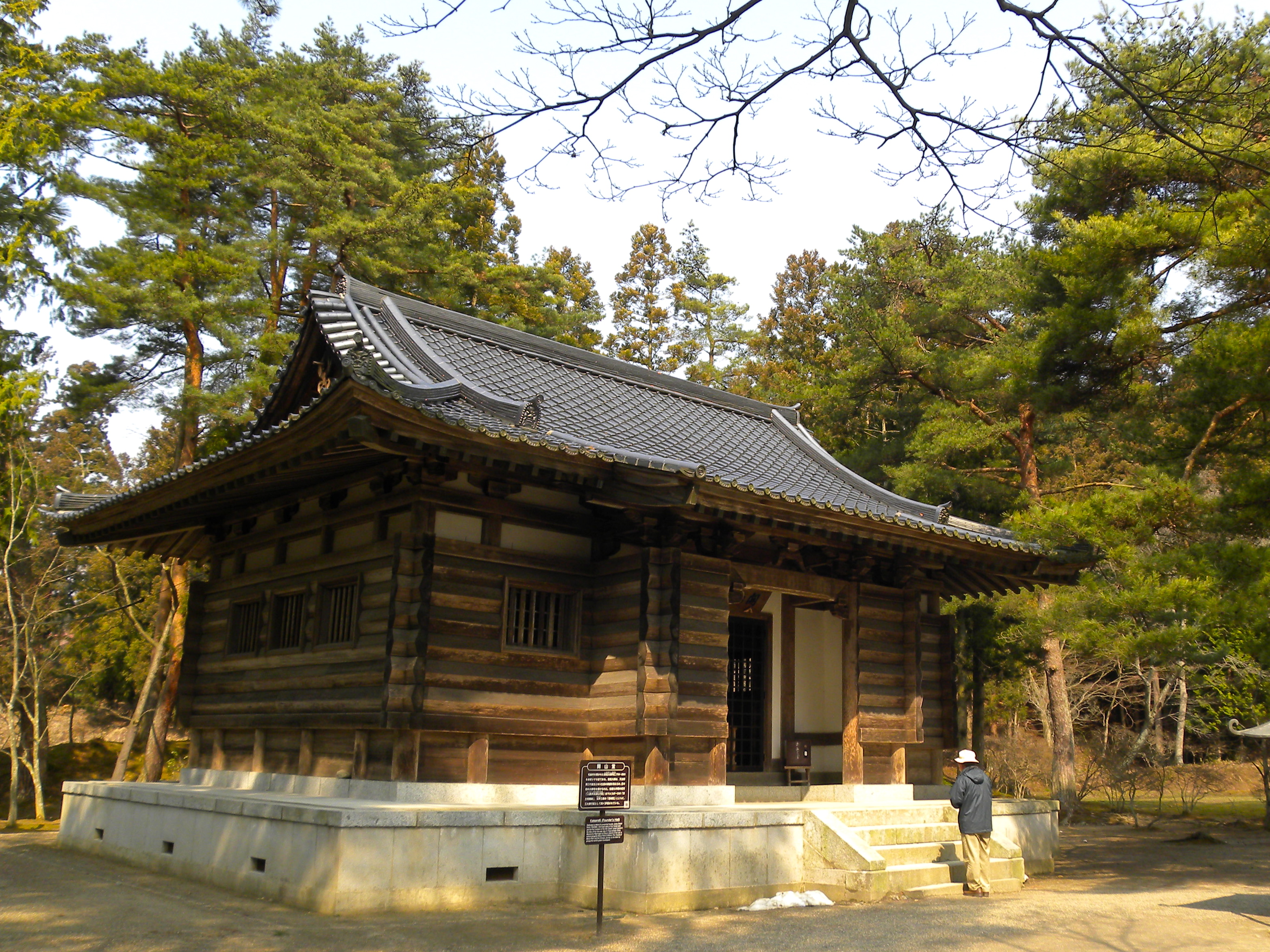
le Kaisan-dō, dans l'enceinte du Mōtsū-ji.